# River Wandle

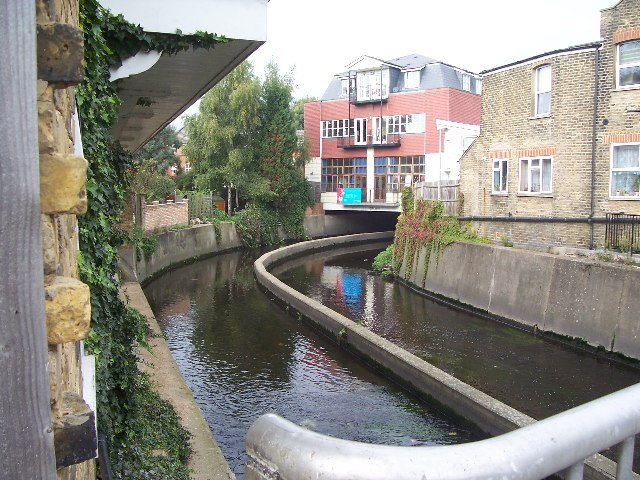
Komplett einbetonierter Flusslauf in Wandsworth

Der Wandle ist ein orografisch rechter Nebenfluss der Themse im Stadtgebiet von London. Seinen Namen hat er vom Altenglischen Wendlesworth, deutsch „Wendles Siedlung“. Mit einer Länge von nur 14 Kilometer gehörte er im 19. Jahrhundert zu den am stärksten durch Mühlen wirtschaftlich genutzten Flüssen.

## Verlauf
Der Wandle bezieht sein Wasser aus dem Kalkuntergrund der North Downs, einem Höhenzug südlich von London. Am nördlichen Quellhorizont der North Downs auf etwa 35 Meter Höhe liegen die Hauptquelle, die Waddon Ponds in Croydon, und die Nebenquelle, die Carshalton Ponds in Sutton. Südlich der Ponds verlaufende Gräben und Bäche, die meist nur bei starkem Regen Wasser führten und historische Oberläufe des Wandle waren, wurden überbaut.
Von den Waddon Ponds fließt der Wandle rund zweieinhalb Kilometer Richtung Westen, wo er sich mit seinem rund einen Kilometer langen Nebenquellfluss von den Carshalton Ponds vereinigt. Dort wechselt er die Richtung und fließt nordnordwestlich zur Themse.

## Geschichte
Bedingt durch die Nähe zu London und das hohe Gefälle auf kurzer Fließstrecke diente der Wandle schon früh dem Antrieb von Wassermühlen. Das Domesday Book von 1086 nennt 13 Mühlen an seinem Lauf. 1805 lagen zwölf Baumwollmühlen, neun Mehlmühlen, fünf Schnupftabakmühlen, fünf Ölmühlen, drei Bleichereien, zwei Färbereien und jeweils eine Papiermühle, Sägemühle und Kupfermühle sowie eine Brauerei am Fluss.
Mit dem Vormarsch der Dampfmaschinen veränderte sich die wirtschaftliche Struktur am Wandle. Es entstanden Fabriken zur Herstellung von Farben, Lösungsmitteln und anderer Chemikalien, deren Abwässer in den Fluss geleitet wurden. In den 1960er-Jahren wurde der Wandle schließlich offiziell zum Abwasserkanal erklärt. Anwohner sahen den Fluss in den folgenden Jahren „rot, pink oder blau, je nach den Färbemitteln, die sie in den Gerbereien verwendeten“ („red, pink or blue, depending on the dye they were using in the tanneries“).
In den 1970er- und 1980er-Jahren wurde damit begonnen, die Wasserqualität zu verbessern. Dies betraf unter anderem die Modernisierung des Klärwerks in Beddington, aus dem der Wandle 80 % seines Wassers bezieht. Die Erfolge der Renaturierung und der Wiederansiedlung von Fischen erhielten am 17. September 2007 einen Rückschlag, als Natriumhypochlorit, das zur Reinigung im Klärwerk Beddington genutzt wurde, in den Fluss lief und das Ökosystem auf fünf Kilometern schwer schädigte. Thames Water, der Betreiber der Kläranlage, wurde daraufhin zu einer Zahlung von 125.000 £ verurteilt, der bisher größten Strafzahlung für Gewässerverschmutzung in Großbritannien.

## Umland
2001 wurde der Wandle Trust gegründet, der sich um die Renaturierung des Flusses und die Verbesserung seines Umfelds kümmert. So gibt es einen rund 18 Kilometer langen Rad- und Wanderweg, den Wandle Trail, von den Ponds bis zur Mündung. Für die Zukunft ist die Schaffung des Wandle Valley Regional Parks geplant, der Freiflächen für Naturschutz und Freizeitaktivitäten vorhalten sowie über die Geschichte des Wandles informieren soll.